# Lamé (tissu)

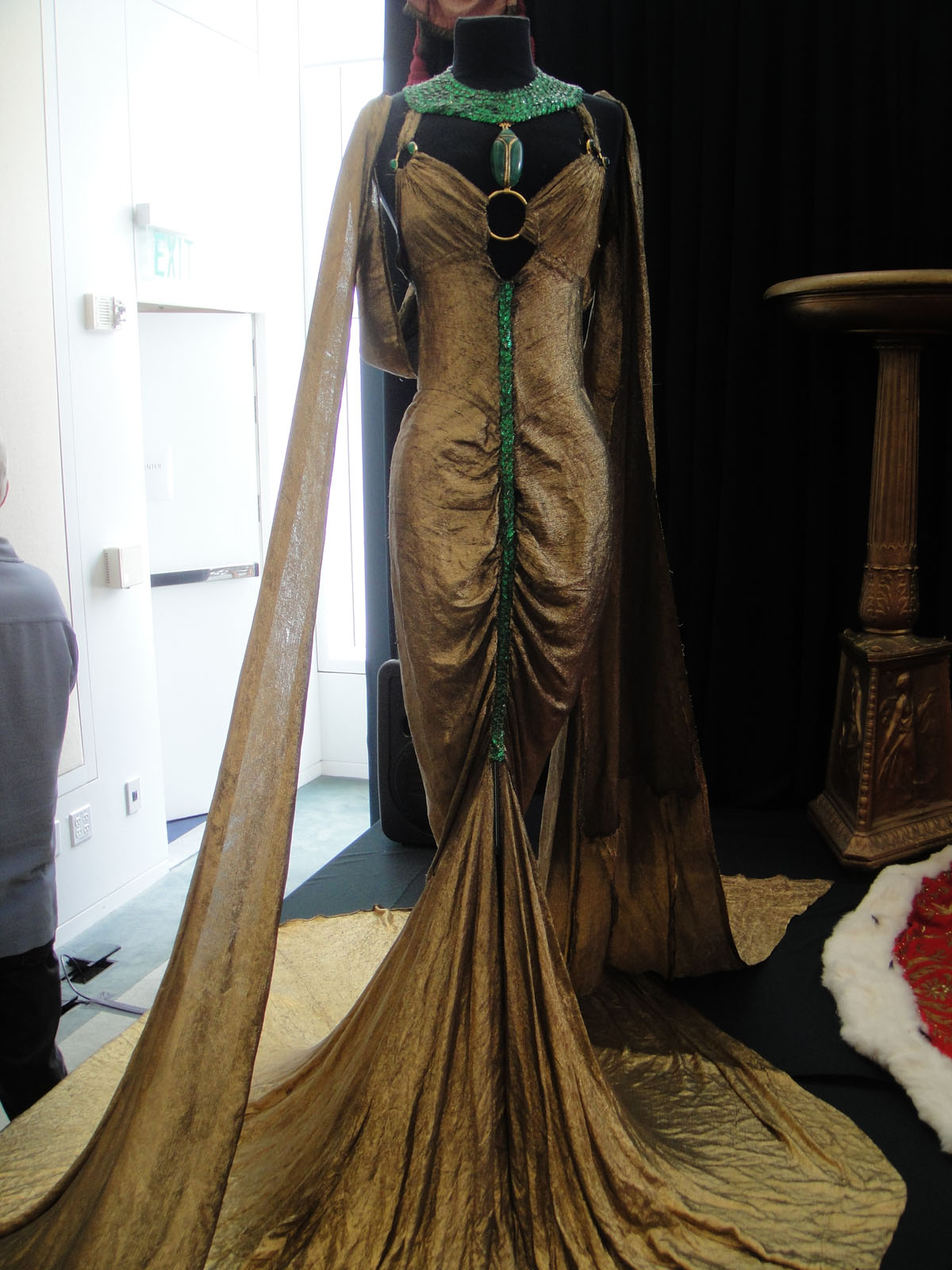
Robe en lamé or et en émeraude du film Cléopâtre (1934)

Le lamé est un type de tissu tissé ou tricoté  avec des fils métalliques, par opposition au guipé, où les fils métalliques sont enroulés autour d'un autre fil. Il est généralement de couleur or ou argent ; on en voit parfois couleur cuivre. Il y a différentes variétés de lamé, selon la composition des autres fils du tissu, tels que le lamé hologramme et le lamé perlé. 
Le lamé est sujet au glissement de couture, ce qui le rend mal adapté pour les vêtements à usage fréquent. Il est plutôt utilisé pour les tenues de soirée et les costumes de théâtre et de danse. C'est un matériau très apprécié pour les costumes futuristes et les combinaisons spatiales dans les films et séries de science-fiction. 
Le lamé est également utilisé en escrime pour réaliser les vestes qui permettent de marquer les touches du fait de ses propriétés de conduction électrique. 

## Sources
1. ↑  « Lamé », Textile Dictionary, FabricLink (consulté le 21 octobre 2012)